# Ideenreportage
Die Ideenreportage ist ein von Michel Foucault 1978 geprägter Begriff und bezeichnet eine besondere Form der Reportage, bei der eine Zusammenarbeit von Journalisten und Intellektuellen angedacht war. Die Journalisten und Intellektuellen sollten an Orte fahren, an denen Ideen entstehen oder vergehen und in ihren Ideenreportagen sowohl von den Ereignissen als auch von den Ideen, die die Ereignisse auslösen, berichten.

„Es gilt, der Geburt der Ideen beizuwohnen und ihre Explosivkraft zu erleben, und dies nicht in den Büchern, in denen sie vorgestellt werden, sondern in den Ereignissen, in denen sich ihre Kraft zeigt, und in den Kämpfen, die für oder gegen sie geführt werden.“

## Geschichte
Im Mai 1978 bat der italienische Verlag Rizzoli Foucault darum, regelmäßig für die italienische Tageszeitung Corriere della Sera über aktuelle Entwicklungen zu schreiben. Foucault lehnte zunächst ab und schlug vor, eine Gruppe von Intellektuellen mit dieser Aufgabe zu beauftragen.
Im Juni 1978 entwickelte er mit dem Leiter des Pariser Büros des Corriere della Sera das Programm für die Ideenreportagen. Foucault sah Reportagen vor von:
- Susan Sontag über Vietnam
- Arpad Ajtony über Ungarn
- Jorge Semprun über die Demokratisierung in Spanien
- Ronald Laing über den kollektiven Selbstmord der Sekte des Pastors Jones in Guayana

Tatsächlich erschienen sind jedoch nur die Reportagen von:
- Michel Foucault über die Revolution im Iran
- Alain Finkielkraut über die Vereinigten Staaten mitten in der Amtszeit der Carter-Regierung
- André Glucksmann über die Boatpeople

Foucault reiste zweimal (September und November 1978) nach Teheran, um den revolutionären Ereignissen beizuwohnen, und verfasste acht Ideenreportagen
für den Corriere della sera, die alle als Titelstory auf Seite eins der Zeitung erschienen. In diesen Reportagen schilderte er zum einen seine Eindrücke von den Ereignissen, und zum anderen versuchte er im Sinne des Konzeptes der Ideenreportage, den Einfluss des schiitischen Islam auf die Ereignisse zu beleuchten.

## Kontroverse
Die einzige in Frankreich in Le Nouvel Observateur erschienene Ideenreportage Foucaults löste sowohl unter der Leserschaft als auch unter Kollegen eine Kontroverse aus: So wurde ihm u. a. blinde Begeisterung und eine unkritische Haltung gegenüber den Forderungen der Islamischen Revolution vorgeworfen. Foucault ging auf die Einwände nicht ein, verwies jedoch auf den polemischen und emotional aufgeladenen Charakter der Entgegnungen.
Nach der Machtergreifung durch Ajatollah Chomeini äußerte sich Foucault nur noch zweimal öffentlich zu diesem Thema: In einem offenen Brief an Mehdi Bāzargān, der in Le Nouvel Observateur erschien, forderte er den damaligen Premierminister u. a. dazu auf, seiner Verantwortung nachzukommen und darauf zu achten, dass die Menschenrechte im Iran eingehalten werden; in seinem letzten Artikel in Le Monde zur Revolution im Iran beleuchtete er das Phänomen der Revolte – unabhängig von ihren realpolitischen Konsequenzen – und sprach seinen Respekt für den Mut der Menschen aus, sich trotz aller Gefahr zu erheben.

## Rezeption
Besonders im englischsprachigen Raum wurden die Ideenreportagen Foucaults seit 2000 vermehrt und fächerübergreifend rezipiert. Die meisten Texte zu diesen Arbeiten Foucaults setzten sich mit einem weiteren von ihm in den Ideenreportagen entworfenen Konzept der Spiritualisierung der Politik – dem Einfluss des schiitischen Islam, der Spiritualität, auf die Entstehung eines politischen Bewusstseins – kritisch auseinander. Der deutsche Kulturwissenschaftler Philipp Felsch schrieb sein Buch Der lange Sommer der Theorie (2015) als Ideenreportage.